# Franz Oberländer
Franz Oskar Julius Oberländer (* 30. Juni 1828 in Töppeln; † 20. April 1894 in Roda) war ein deutscher Rittergutsbesitzer und Politiker.

## Leben
Oberländer war der Sohn des Rittergutsbesitzer Carl Heinrich Fürchtegott Oberländer auf Töppeln und dessen Ehefrau Johann Christiane Sophie geborene Schirmer aus Langendorf. Oberländer, der evangelisch-lutherischer Konfession war, heiratete am 21. September 1858 in Gera Anna Hedwig Grüner (* 21. September 1837 in Gera), die Tochter des Rittergutsbesitzers Carl Wilhelm Grüner auf Crimla. Hermann Oberländer war ein Cousin.
Oberländer war Besitzer des Ritterguts Töppeln, das sich seit 1804 im Besitz der Familie befand. Er war Mitpatron der Kirche und Schulen in Frankenthal und Mühlsdorf.
Vom 25. bis zum 31. Juli 1866 und vom 21. Mai bis zum 4. Juni 1867 war er als Stellvertreter von Hugo Werner von Ziegenhierd Mitglied im Landtag Reuß jüngerer Linie.